# گومهاکسان
گومهاکسان (به لاتین: Geumhaksan) یک کوه در کره جنوبی است که در کره جنوبی واقع شده‌است. گومهاکسان ۹۴۷ متر بالاتر از سطح دریا واقع شده‌است.